# Gasfältet Tyra

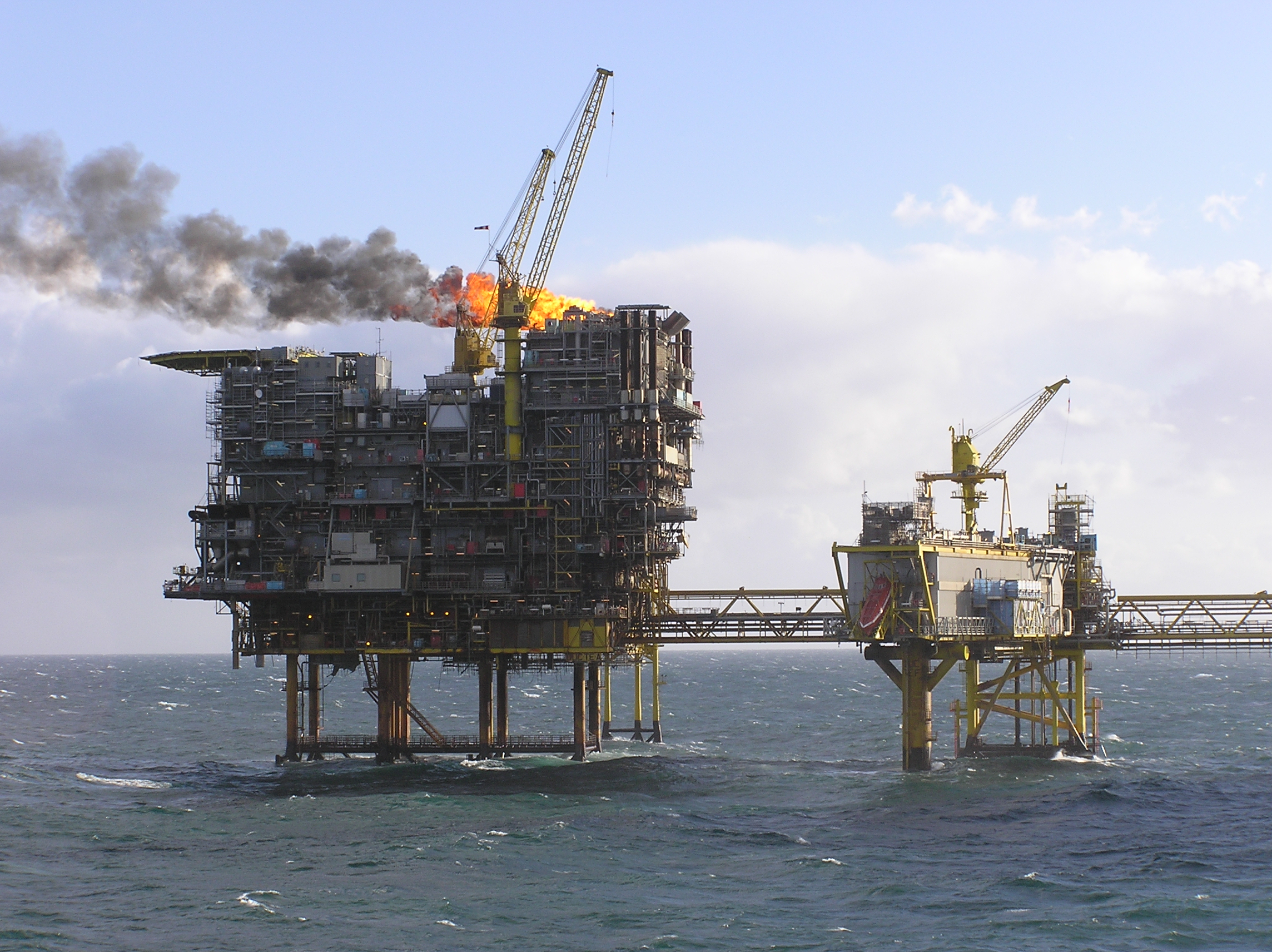
Tyra Øst-plattformen

Gasfältet Tyra är ett olje- och gasfält i den danska delen av Nordsjön. Det ligger i Block 5504/12, omkring 220 kilometer utanför Jyllands kust, där vattendjupet är 38 meter.
Fältet upptäcktes 1968 och kom i drift 1984. 
Gasfältet såldes 2017 av Maersk Oil till franska Total S.A..
Danmark och Sverige är sedan 2019 en gemensam gasmarknad, och gasfältet Tyra har sedan 1987 varit dess huvudleverantör.
Gasfältet Tyra stängdes dock för renovering i september 2019, då plattformarna hade sjunkit med fem meter under 30 år. I slutet av augusti 2022 beräknades gasfältet var i produktion igen under början av 2024.